# 福島市立佐倉小学校
福島市立佐倉小学校（ふくしましりつ さくら しょうがっこう）は、福島県福島市にある公立小学校である。

## 概要
福島市街地南西部の西地区に位置し、当地区の東部を通学区域とする。2020年5月1日現在、6学級116名の児童が在籍する。

## 沿革
- 1902年7月9日 - 学校創立。後に自治体合併を経て信夫郡佐倉村立佐倉小学校となる。
- 1956年9月 - 佐倉村が福島市に編入され、福島市立佐倉小学校となる。
- 1957年4月 - 佐原分校が廃止され福島市立佐原小学校が新たに設置される。
- 1967年4月 - 佐倉幼稚園が付設される。
- 1988年2月25日 - 屋内運動場が竣工する。

## 教育方針
教育目標

## 学校行事
| - 4月 - 5月 - 6月 | - 7月 - 8月 - 9月 | - 10月 - 11月 - 12月 | - 1月 - 2月 - 3月 |

## 通学区域
- 西地域
  - 上名倉
  - さくら
  - 佐倉下[2]

## 進学先中学校
- 福島市立西信中学校[3]

## 学区 / 校区内の主な施設
- 国道115号福島西バイパス
- 福島県道5号上名倉飯坂伊達線
- あづま総合運動公園

## 交通
- JR福島駅より福島交通路線バス土湯温泉行乗車25分、佐倉小学校前下車、徒歩約2分。